# Manoir de Kerblézec
Le manoir de Kerblézec est un ancien édifice situé à Gourin en France.

## Localisation
Le manoir était situé sur le territoire de la commune de Gourin, au lieu-dit Kerblezec, dans le département du Morbihan en région Bretagne.

## Description
Le manoir date du XVIe siècle. Édifice à un étage carré construit en granite, toiture à longs pans ; pignon découvert. Escalier hors-œuvre : escalier à vis sans jour.

## Historique
Le manoir est inscrit à l'inventaire général du patrimoine culturel en 1969. Il est détruit ou démoli à une date inconnue après ce recensement.